# Iakímtsevo
Iakímtsevo - Якимцево (rus) - és un poble de l'óblast de Smolensk, a Rússia, que el 2007 tenia 16 habitants.